# TikTok 商店
TikTok 商店（英語：TikTok Shop）是一項由影片分享網站TikTok推出的電子商務功能。該功能於2023年9月正式推出，使有意創業並賺取收入的用戶可以在TikTok上傳他們精選的產品，供其他人發現和購買。 2023年10月的日均銷售額約為700萬美元。

## 歷史
2020年10月，TikTok 宣布與Shopify合作推出名為 TikTok: For Business 的功能。這次合作為 TikTok 商店的最終推出奠定了基礎。
2022年11月，字節跳動開始在英國和幾個東南亞國家對此平台進行測試。2022年12月，亞馬遜宣布推出類似 TikTok 商店的平台亞馬遜Inspire，以與 TikTok 競爭。
2023年9月，字節跳動宣布 TikTok 商店全球上線，這受到了亞馬遜 Inspire 的顯著影響。

## 批評與爭議
自推出以來，TikTok 商店遇到了一些問題，包括產品資訊的虛假宣傳、使用生成式人工智慧撰寫的促銷評論、惡意負評，以及詐騙行為。